# Natação nos Jogos Olímpicos de Verão de 2020 - 50 m livre masculino
A competição dos 50 m livre masculino da natação nos Jogos Olímpicos de Verão de 2020 foi disputada entre 30 de julho e 1 de agosto de 2021 no Centro Aquático, em Tóquio. Um total de 73 nadadores de 66 Comitês Olímpicos Nacionais (CON) participaram do evento.

## Qualificação
O tempo de qualificação olímpica ao evento foi de 22.01 segundos. Até dois nadadores por Comitê Olímpico Nacional (CON) poderiam se qualificar automaticamente nadando naquele tempo em um evento de qualificação aprovado. Por sua vez, o tempo de seleção olímpica foi de 22.67 segundos. Até um nadador por CON estaria elegível para a qualificação com esse tempo com sua entrada classificada em um ranking até que o número de participantes fosse atingido. CONs sem um nadador qualificado em qualquer evento poderiam obter seus lugares através das vagas de universalidade.

## Formato
A competição consiste em três rodadas: preliminares, semifinais e final. Os nadadores com os 16 melhores tempos nas baterias preliminares avançam as semifinais. Já os nadadores com os 8 melhores tempos nas semifinais avançam a final. Desempates (swim-offs) são utilizados conforme necessário para quebrar os empates de avanço a próxima rodada.

## Calendário
Horário local (UTC+9)
| Data                | Horário | Fase         |
| ------------------- | ------- | ------------ |
| 30 de julho de 2021 | 19:00   | Preliminares |
| 31 de julho de 2021 | 11:10   | Semifinais   |
| 1 de agosto de 2021 | 10:30   | Final        |

## Medalhistas
| Ouro   | USA Caeleb Dressel   |
| Prata  | FRA Florent Manaudou |
| Bronze | BRA Bruno Fratus     |

## Recordes
Antes desta competição, os recordes mundiais e olímpicos da prova eram os seguintes:
| Tipo | Atleta      | Tempo | Local     | Data                   |
| ---- | ----------- | ----- | --------- | ---------------------- |
|      | César Cielo | 20.91 | São Paulo | 18 de dezembro de 2009 |
|      | César Cielo | 21.30 | Pequim    | 16 de agosto de 2008   |

Os seguintes recordes mundiais e/ou olímpicos foram estabelecidos durante esta competição:
| Data                | Evento | Atleta             | Tempo | Notas            |
| ------------------- | ------ | ------------------ | ----- | ---------------- |
| 1 de agosto de 2021 | Final  | USA Caeleb Dressel | 21.07 | Recorde olímpico |

## Resultados

### Preliminares
Os nadadores com as 16 primeiras colocações, independente da bateria, avançam as semifinais.
| Pos. | Bateria | Raia | Nadador                       | CON                               | Tempo | Notas |
| ---- | ------- | ---- | ----------------------------- | --------------------------------- | ----- | ----- |
| 1    | 10      | 4    | Caeleb Dressel                | USA Estados Unidos                | 21.32 | Q     |
| 2    | 10      | 3    | Florent Manaudou              | FRA França                        | 21.65 | Q     |
| 3    | 9       | 5    | Kristian Gkolomeev            | GRE Grécia                        | 21.66 | Q     |
| 4    | 8       | 4    | Bruno Fratus                  | BRA Brasil                        | 21.67 | Q     |
| 5    | 7       | 4    | Vladyslav Bukhov              | UKR Ucrânia                       | 21.73 | Q     |
| 6    | 8       | 3    | Thom de Boer                  | NED Países Baixos                 | 21.75 | Q     |
| 7    | 8       | 7    | Jesse Puts                    | NED Países Baixos                 | 21.84 | Q     |
| 8    | 8       | 2    | Brent Hayden                  | CAN Canadá                        | 21.85 | Q     |
| 9    | 10      | 7    | Lorenzo Zazzeri               | ITA Itália                        | 21.86 | Q     |
| 10   | 9       | 1    | Kliment Kolesnikov            | ROC                               | 21.88 | Q     |
| 11   | 8       | 5    | Michael Andrew                | USA Estados Unidos                | 21.89 | Q     |
| 12   | 9       | 4    | Vladimir Morozov              | ROC                               | 21.92 | Q     |
| 13   | 10      | 5    | Benjamin Proud                | GBR Grã-Bretanha                  | 21.93 | Q     |
| 14   | 9       | 8    | Alberto Mestre                | VEN Venezuela                     | 21.96 | Q     |
| 15   | 8       | 6    | Maxime Grousset               | FRA França                        | 21.97 | Q     |
| 15   | 10      | 6    | Paweł Juraszek                | POL Polônia                       | 21.97 | Q     |
| 17   | 9       | 7    | Meiron Cheruti                | ISR Israel                        | 22.01 |       |
| 18   | 8       | 1    | Joshua Liendo                 | CAN Canadá                        | 22.03 |       |
| 19   | 7       | 7    | Santo Condorelli              | ITA Itália                        | 22.14 |       |
| 19   | 8       | 8    | Nikola Miljenić               | CRO Croácia                       | 22.14 |       |
| 19   | 9       | 2    | Yu Hexin                      | CHN China                         | 22.14 |       |
| 22   | 7       | 8    | Heiko Gigler                  | AUT Áustria                       | 22.17 |       |
| 23   | 9       | 6    | Björn Seeliger                | SWE Suécia                        | 22.19 |       |
| 24   | 7       | 6    | Ali Khalafalla                | EGY Egito                         | 22.22 |       |
| 24   | 10      | 8    | Brad Tandy                    | RSA África do Sul                 | 22.22 |       |
| 26   | 9       | 3    | Ari-Pekka Liukkonen           | FIN Finlândia                     | 22.25 |       |
| 26   | 10      | 2    | Maxim Lobanovskij             | HUN Hungria                       | 22.25 |       |
| 28   | 6       | 4    | Andrej Barna                  | SRB Sérvia                        | 22.29 |       |
| 29   | 10      | 1    | Cameron McEvoy                | AUS Austrália                     | 22.31 |       |
| 30   | 7       | 1    | Gabriel Castaño               | MEX México                        | 22.32 |       |
| 31   | 7       | 2    | Konrad Czerniak               | POL Polônia                       | 22.33 |       |
| 32   | 7       | 3    | Ian Ho                        | HKG Hong Kong                     | 22.45 |       |
| 33   | 6       | 7    | Dylan Carter                  | TTO Trinidad e Tobago             | 22.46 |       |
| 33   | 6       | 8    | Brett Fraser                  | CAY Ilhas Cayman                  | 22.46 |       |
| 35   | 6       | 1    | Enzo Martínez                 | URU Uruguai                       | 22.52 |       |
| 36   | 6       | 5    | Renzo Tjon-A-Joe              | SUR Suriname                      | 22.56 |       |
| 37   | 7       | 5    | Oussama Sahnoune              | ALG Argélia                       | 22.61 |       |
| 38   | 6       | 3    | Santiago Grassi               | ARG Argentina                     | 22.67 |       |
| 39   | 6       | 6    | Hwang Sun-woo                 | KOR Coreia do Sul                 | 22.74 |       |
| 40   | 6       | 2    | David Popovici                | ROU Romênia                       | 22.77 |       |
| 41   | 5       | 5    | Luke Gebbie                   | PHI Filipinas                     | 22.84 |       |
| 42   | 5       | 4    | Emir Muratović                | BIH Bósnia e Herzegovina          | 22.91 |       |
| 43   | 5       | 3    | Artur Barseghyan              | ARM Armênia                       | 23.14 |       |
| 44   | 5       | 2    | Alaa Maso                     | EOR Equipe Olímpica de Refugiados | 23.30 |       |
| 45   | 5       | 6    | Nikolas Antoniou              | CYP Chipre                        | 23.38 |       |
| 46   | 5       | 7    | Ghirmai Efrem                 | ERI Eritreia                      | 23.94 |       |
| 47   | 5       | 8    | Filipe Gomes                  | MAW Malawi                        | 24.00 |       |
| 48   | 5       | 1    | Myagmaryn Delgerkhüü          | MGL Mongólia                      | 24.63 |       |
| 49   | 4       | 5    | Shane Cadogan                 | VIN São Vicente e Granadinas      | 24.71 |       |
| 50   | 4       | 4    | Alassane Seydou Lancina       | NIG Níger                         | 24.75 |       |
| 51   | 4       | 3    | Mohammed Ariful Islam         | BAN Bangladesh                    | 24.81 |       |
| 52   | 4       | 6    | Puch Hem                      | CAM Camboja                       | 24.91 |       |
| 53   | 4       | 7    | Marc Dansou                   | BEN Benim                         | 24.99 |       |
| 54   | 4       | 8    | Adama Ouedraogo               | BUR Burquina Fasso                | 25.22 |       |
| 55   | 4       | 1    | Eloi Maniraguha               | RWA Ruanda                        | 25.38 |       |
| 56   | 4       | 2    | Shaquille Moosa               | ZAM Zâmbia                        | 25.54 |       |
| 57   | 3       | 6    | Mawupemon Otogbe              | TOG Togo                          | 25.68 |       |
| 58   | 3       | 5    | Troy Pina                     | CPV Cabo Verde                    | 25.97 |       |
| 59   | 3       | 4    | Santisouk Inthavong           | LAO Laos                          | 26.04 |       |
| 60   | 3       | 3    | Olimjon Ishanov               | TJK Tajiquistão                   | 26.12 |       |
| 61   | 3       | 2    | Mamadou Bah                   | GUI Guiné                         | 26.52 |       |
| 62   | 3       | 8    | Abdelmalik Muktar             | ETH Etiópia                       | 26.65 |       |
| 63   | 3       | 7    | Simanga Dlamini               | SWZ Essuatíni                     | 26.94 |       |
| 64   | 2       | 2    | Charly Ndjoume                | CMR Camarões                      | 27.22 |       |
| 65   | 2       | 6    | Houssein Gaber Ibrahim        | DJI Djibuti                       | 27.41 |       |
| 66   | 2       | 5    | Ebrima Buaro                  | GAM Gâmbia                        | 27.44 |       |
| 67   | 2       | 4    | Shawn Dingilius-Wallace       | PLW Palau                         | 27.46 |       |
| 68   | 1       | 5    | Adam Girard de Langlade Mpali | GAB Gabão                         | 27.66 |       |
| 69   | 2       | 3    | Fahim Anwari                  | AFG Afeganistão                   | 27.67 |       |
| 70   | 2       | 7    | Phillip Kinono                | MHL Ilhas Marshall                | 27.86 |       |
| 71   | 3       | 1    | Joshua Wyse                   | SLE Serra Leoa                    | 27.90 |       |
| 72   | 1       | 4    | José da Silva Viegas          | TLS Timor-Leste                   | 28.59 |       |
| 73   | 1       | 3    | Diosdado Miko Eyanga          | GEQ Guiné Equatorial              | 31.03 |       |

### Semifinais
Os nadadores com as 8 primeiras colocações, independente da bateria, avançam a final.
| Pos. | Bateria | Raia | Nadador            | CON                | Tempo | Notas |
| ---- | ------- | ---- | ------------------ | ------------------ | ----- | ----- |
| 1    | 2       | 4    | Caeleb Dressel     | USA Estados Unidos | 21.42 | Q     |
| 2    | 1       | 4    | Florent Manaudou   | FRA França         | 21.53 | Q     |
| 3    | 1       | 5    | Bruno Fratus       | BRA Brasil         | 21.60 | Q     |
| 3    | 2       | 5    | Kristian Gkolomeev | GRE Grécia         | 21.60 | Q     |
| 5    | 2       | 7    | Michael Andrew     | USA Estados Unidos | 21.67 | Q     |
| 5    | 2       | 1    | Benjamin Proud     | GBR Grã-Bretanha   | 21.67 | Q     |
| 7    | 2       | 2    | Lorenzo Zazzeri    | ITA Itália         | 21.75 | Q     |
| 8    | 1       | 3    | Thom de Boer       | NED Países Baixos  | 21.78 | Q     |
| 9    | 1       | 6    | Brent Hayden       | CAN Canadá         | 21.82 |       |
| 9    | 1       | 2    | Kliment Kolesnikov | ROC                | 21.82 |       |
| 11   | 2       | 3    | Vladyslav Bukhov   | UKR Ucrânia        | 21.83 |       |
| 12   | 2       | 8    | Maxime Grousset    | FRA França         | 21.87 |       |
| 12   | 2       | 6    | Jesse Puts         | NED Países Baixos  | 21.87 |       |
| 14   | 1       | 8    | Pawel Juraszek     | POL Polônia        | 21.88 |       |
| 15   | 1       | 1    | Alberto Mestre     | VEN Venezuela      | 22.22 |       |
| 16   | 1       | 7    | Vladimir Morozov   | ROC                | 22.25 |       |

### Final
Os três nadadores mais rápidos na final conquistaram as medalhas.
| Pos.              | Raia | Nadador            | CON                | Tempo | Notas            |
| ----------------- | ---- | ------------------ | ------------------ | ----- | ---------------- |
| Medalha de ouro   | 4    | Caeleb Dressel     | USA Estados Unidos | 21.07 | Recorde olímpico |
| Medalha de prata  | 5    | Florent Manaudou   | FRA França         | 21.55 |                  |
| Medalha de bronze | 3    | Bruno Fratus       | BRA Brasil         | 21.57 |                  |
| 4                 | 7    | Michael Andrew     | USA Estados Unidos | 21.60 |                  |
| 5                 | 2    | Benjamin Proud     | GBR Grã-Bretanha   | 21.72 |                  |
| 5                 | 6    | Kristian Gkolomeev | GRE Grécia         | 21.72 |                  |
| 7                 | 1    | Lorenzo Zazzeri    | ITA Itália         | 21.78 |                  |
| 8                 | 8    | Thom de Boer       | NED Países Baixos  | 21.79 |                  |

Legenda
| Recorde mundial      | Recorde mundial (World record)               |                       | Recorde africano                      | Recorde africano (African) |                                           | Q | Classificado por posição (Qualified) |
| Recorde olímpico     | Recorde olímpico (Olympic record)            | Recorde da América    | Recorde da América (Americas)         | q                          | Classificado por melhor tempo (Qualified) |   |                                      |
| Melhor marca do ano  | Melhor marca do ano (World leading)          | Recorde asiático      | Recorde asiático (Asian)              | DNS                        | Não largou (Did not start)                |   |                                      |
| Recorde nacional     | Recorde nacional (National record)           | Recorde europeu       | Recorde europeu (European)            | DNF                        | Não terminou (Did not finish)             |   |                                      |
| Recorde pessoal      | Recorde pessoal do atleta (Personal best)    | Recorde da Oceania    | Recorde da Oceania (Oceania)          | DSQ / DQ                   | Desclassificado (Disqualified)            |   |                                      |
| Recorde da temporada | Recorde da temporada do atleta (Season best) | Recorde sul-americano | Recorde sul-americano (South America) | NM                         | Sem marca (No mark)                       |   |                                      |